# Acroricnus stylator
Acroricnus stylator is een insect dat behoort tot de orde vliesvleugeligen (Hymenoptera) en de familie van de gewone sluipwespen (Ichneumonidae). De wetenschappelijke naam van de soort werd voor het eerst geldig gepubliceerd door Thunberg in 1822.

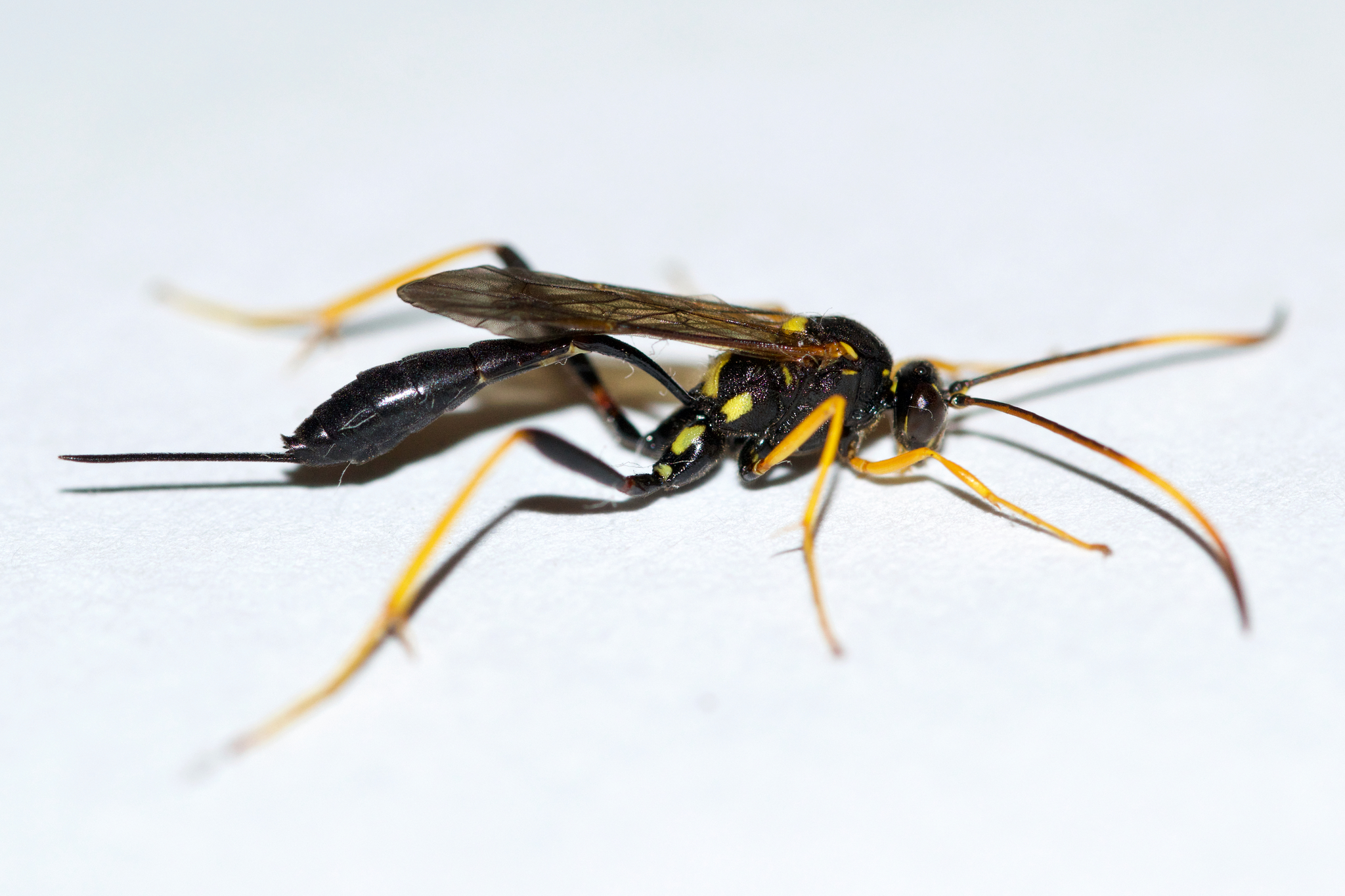
Acroricnus stylator aequatus
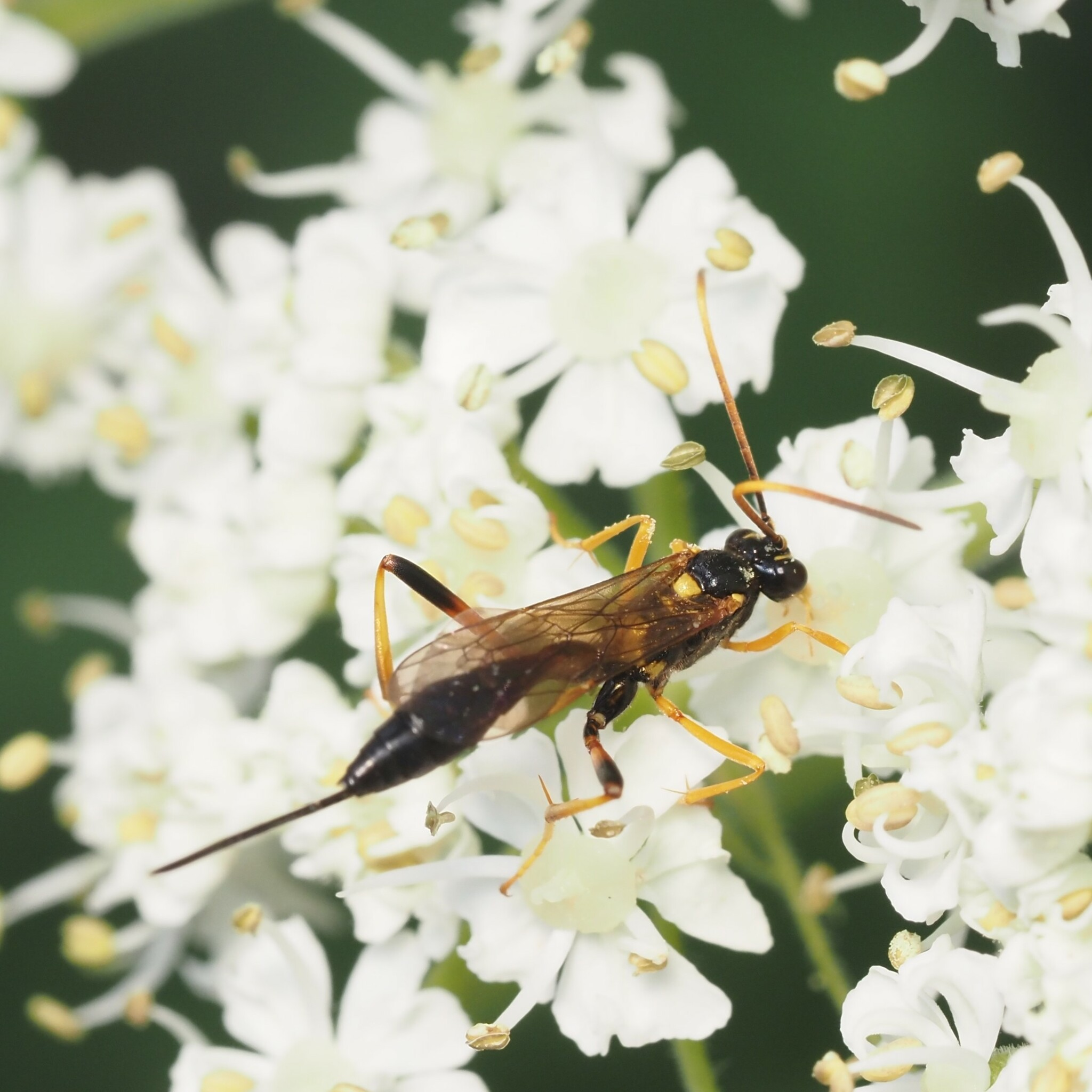
Acroricnus stylator excelsus
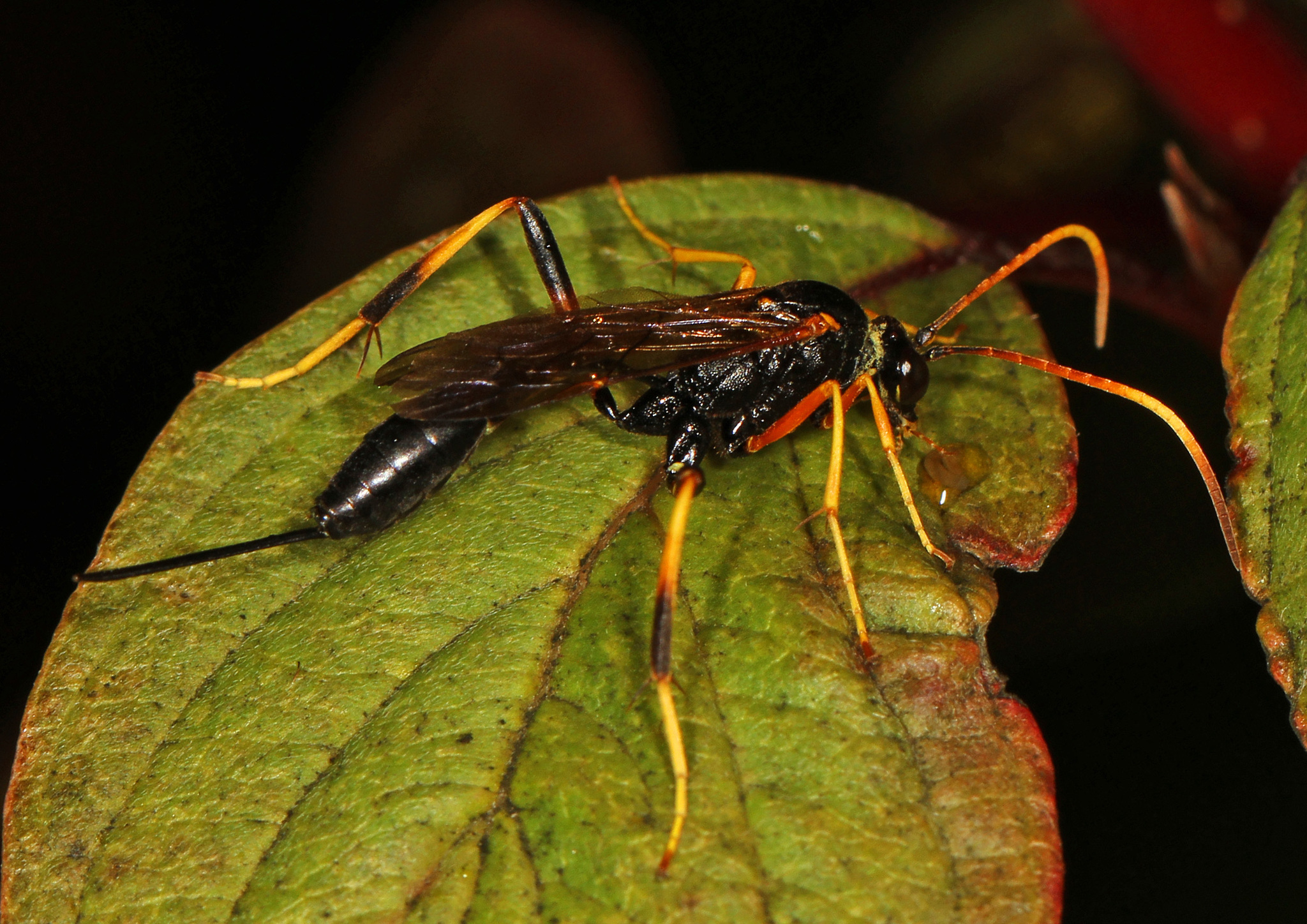
Acroricnus stylator niger
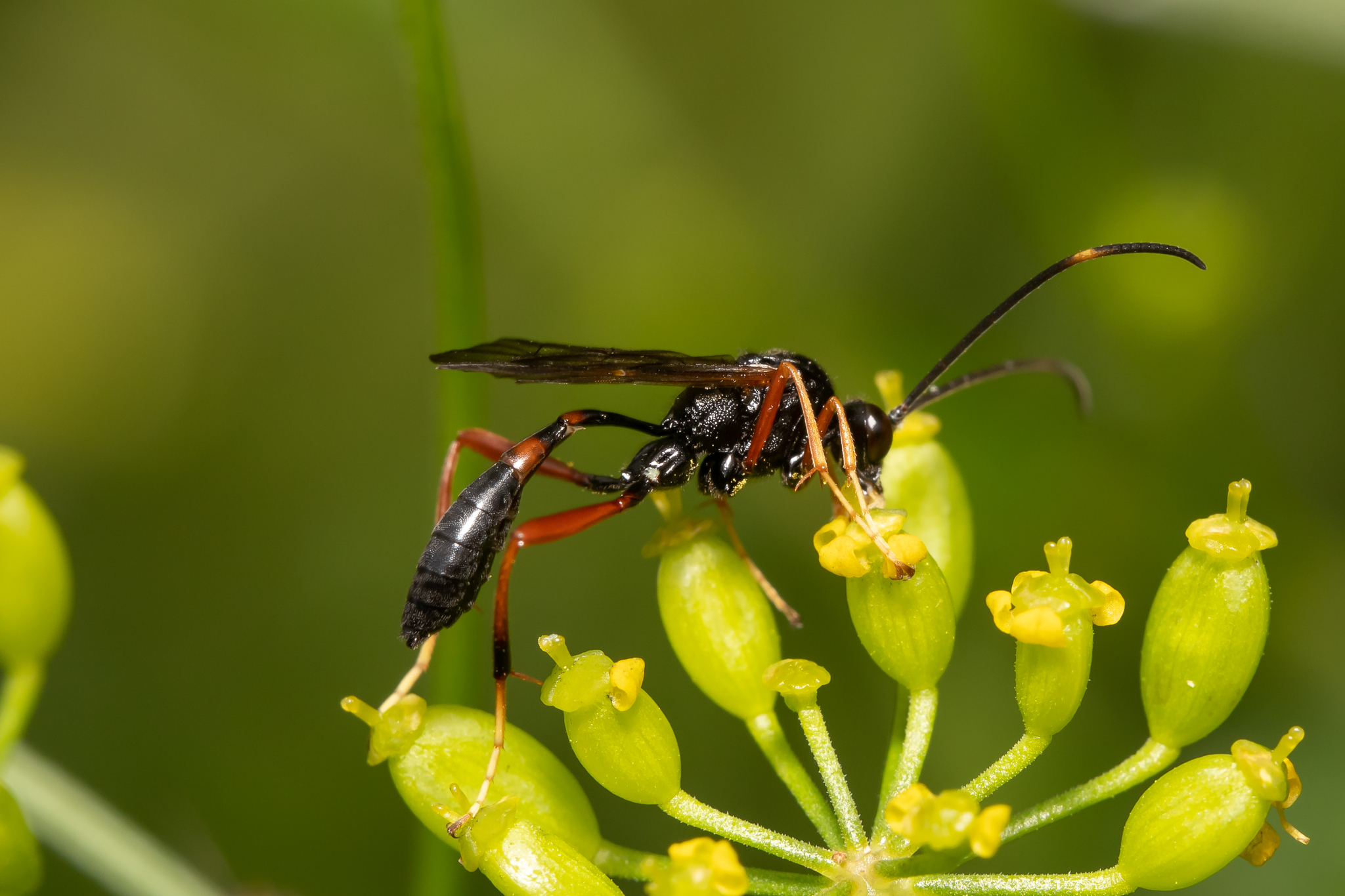
Acroricnus stylator stylator